# Operation EU
Operation EU (Easy-Unit) was een militaire operatie van de geallieerden in 1942. In augustus 1942 werd er opdracht gegeven voor Operation EU. De USS Tuscaloosa, USS Emmons, USS Rodman en HMS Onslaught werden naar Moermansk gestuurd om hulpgoederen en een medische post te brengen. Op de terugreis namen ze (in samenwerking met HMS Marne en HMS Martin) de overlevenden van de gezonken koopvaardijschepen van konvooi PQ-17 mee terug.
Op 10 augustus vertrokken de USS Tuscaloosa, USS Emmons en de USS Rodman van Scapa Flow naar Greenock in Schotland om daar 257 ton goederen op te halen (bestaande uit torpedo's, munitie, medicijnen en hulpgoederen). Tevens kwamen er op 12 augustus zeven marineofficieren, vier RAF officieren en 140 man marine- en RAF-personeel aan boord.
13 augustus vertrokken de drie schepen naar Seyðisfjörður in IJsland, maar ze keerden terug omdat er meerdere gevallen van hersenvliesontsteking aan boord van de USS Tuscaloosa waren (uiteindelijk werden 13 zieke opvarenden van boord gehaald).
17 augustus vertrokken de schepen opnieuw naar Seyðisfjörður en arriveerden daar op de 19e. Daarvandaan vertrokken ze met de HMS Onslaught naar de Baai van Kola in Moermansk.
23 augustus arriveerden de vier schepen onder begeleiding van de HMS Martin en HMS Marne bij de Kolabaai. De volgende dag gingen alle passagiers van boord en kwamen er zes Amerikaanse officieren, 53 armed guards, een Britse marineofficier, 27 DEMS en 156 man koopvaardijpersoneel (waarvan 35 ziekenboegpassagiers) aan boord. Daarna vertrokken de schepen (Tuscaloosa, Emmons, Redmond, Onslaught, Marne en Martin) naar Groot-Brittannië.
25 augustus onderschepten de Onslaught, Martin en Marne de Duitse mijnenlegger MV Ulm en brachten deze tot zinken.
28 augustus arriveerde de groep van zes schepen in Seyðisfjörður in IJsland en op 30 augustus bij Greenock in Schotland.
USS Tuscaloosa leverde in Greenock 149 overlevenden af en 33 ziekenboegpatiënten.
USS Emmons leverde in Greenock 59 overlevenden af bij de USS Tuscaloosa voor verder transport naar de Verenigde Staten.